# گیلبرت (مینه‌سوتا)
گیلبرت، مینه‌سوتا (به انگلیسی: Gilbert, Minnesota) یک شهر در ایالات متحده آمریکا است که در شهرستان سنت لوئیس واقع شده‌است.

## خصوصیات
گیلبرت ۳۲٫۸۷ کیلومترمربع مساحت و ۱٬۷۹۹ نفر جمعیت دارد و ۴۶۷ متر بالاتر از سطح دریا واقع شده‌است.